# Cryptopygus albus
Cryptopygus albus är en urinsektsart som beskrevs av Riozo Yosii 1939. Cryptopygus albus ingår i släktet Cryptopygus och familjen Isotomidae. Inga underarter finns listade i Catalogue of Life.